# Simple Machines Forum
Simple Machines Forum (SMF) — безкоштовний інтернет-форум з відкритим кодом, написаний на PHP із використанням бази даних MySQL. Розроблюється командою розробників Simple Machines.

## Локалізація
SMF доступний на 47 мовах, включаючи українську. Він може бути перекладений на відсутні мови добровольцями.

## Команда SMF
Над SMF працюють понад 50 чоловік, в тому числі:
- 3 менеджера
- 6 розробники
- 3 документатори

Девіз команди: «Малочисельні, горді, захоплені!» (The few, the proud, the geeky!(англ.))